# Buslijn 6 (Gent)
Buslijn 6 is een buslijn in de Belgische stad Gent. Deze lijn verbindt sinds 2024 de eindhaltes P+R Muide met Zuid.

## Geschiedenis
De 6 was oorspronkelijk een korte tramlijn tussen de Saspoort (Muidebrug) en Meulestede. Tot 20 februari 1913 maakte het traject de Muidebrug-Meulestede deel uit van lijn 2. De lijn liep slechts over één spoor met kruismogelijkheden ter hoogte van het Voorhavenplein. Plannen om een dubbel spoor aan te leggen waren er al in 1917, maar ze werden nooit uitgevoerd.

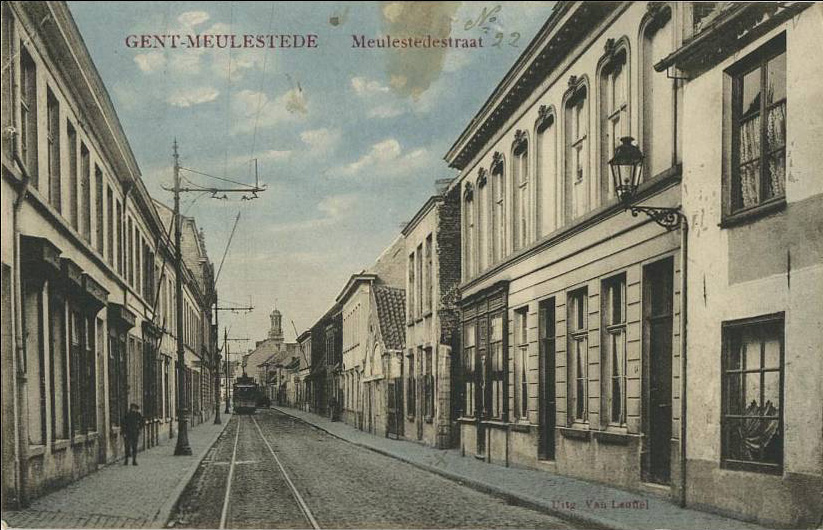
Tram 6 op de Meulesteedsesteenweg

In mei 1914 werd op het rechte tramspoor te Meulestede de sleepbeugel getest. De stroomafname bleek veel efficiënter te verlopen dan bij de trolley. De trolley werd op alle lijnen vervangen door de sleepbeugel vanaf de herfst van 1919.
Lijn 6 lag op het eiland Meulestede. Doordat de Muidebrug in mei 1940 werd opgeblazen, kon de tram destijds de dienst niet meer verzekeren. Om dit probleem op te lossen werden twee rijtuigen volledig ontmanteld en naar de andere oever gebracht. Vanaf mei 1942 konden beide trams dan terug naar de stelplaats sporen door de aanleg van een noodbrug.
Tram 6 werd vier maanden na lijn 8 het tweede slachtoffer van de overname van de ETG door de MIVG. De laatste ritten waren gepland voor 31 december 1962, maar door hevige sneeuwval en een gedeeltelijke personeelsstaking, reed op 28 december de laatste tram de Muidebrug over richting stad.
Het traject werd vervolgens overgenomen door een stadsbus waar lijn 6 het traject van de oude tramlijn overnam. De buslijn verbond de eindhaltes Belvedereweg (nabij de Watersportbaan) en Mariakerke Post. Ruwweg liep het traject als volgt: Watersportbaan - Zuid - Heernisplein - Dampoort - Muidebrug - Meulestede - Wondelgem station - Mariakerke Post. De bus maakt aangekomen aan de Post nog een lus in het centrum van Mariakerke. De lijn had 55 haltes in totaal, dit in Gent, Sint-Amandsberg, Wondelgem en Mariakerke.
In oktober 2022 werd omwille van de verkeersproblemen en hierdoor veroorzaakte vertragingen door de werken aan de Meulestedebrug en de werfzone Evergemsesteenweg een noodscenario ingevoerd, waarbij lijn 6 nog slechts in één richting via Sint-Amandsberg reed.
De verkeerssituatie aan de Meulestedebrug en de werken Dampoort en Evergemsesteenweg bleven evenwel problematisch. Vanaf 6 maart 2023 werd lijn 6 aangepast waarbij opnieuw in beide richtingen door de Dampoortwijk werd gereden via de normale reisweg, maar de lijn een eindhalte kreeg aan de Meeuwstraat op Meulestede. De Meulestedebrug verdween zo uit het traject. Een nieuwe buslijn 9b verzorgde de ontsluiting van de niet meer bediende gebieden, 9b bood een verbinding van Wondelgem en Mariakerke met het Sint-Pietersstation.
Op 6 januari 2024 werd dit verkorte traject volledig afgevoerd, en werd lijn 6 een traject tussen de eindhaltes P+R Muide met Zuid. Een deel van de haltes en wijken bediend door het oude traject van buslijn 6 worden met lijn 5b en lijn 16 bediend.